# Asseco Resovia Rzeszów
O Resovia Rzeszów, mais conhecido como Asseco Resovia Rzeszów por questões de patrocínio, é um time polonês de voleibol masculino da cidade de Rzeszów, da voivodia da Subcarpácia. Atualmente o clube disputa a PlusLiga, a primeira divisão do campeonato polonês.

## Histórico
O ano de fundação é considerado 1905, embora documentos recém-descobertos apontem para 1904. O departamento de voleibol do Resovia foi fundado em 1937, mas apenas 18 anos depois foi iniciada a construção do pavilhão Rzeszowski Ośrodek Sportu (ROSiR), palco dos mais importantes êxitos do clube, principalmente em 1955 quando o clube comemorava o 50º aniversário. Em 1969, o time alcançou a promoção à I Liga. Os seus maiores sucessos foram na década de 1970, quando os "Mestres dos shorts curtos" se apresentaram no ROSiR – conhecidos como os jogadores de voleibol de Rzeszów.
Os pioneiros destas conquistas foram os treinadores Jan Strzelczyk e Władysław Pałaszewski, cujos frutos foram 4 títulos nacionais nos anos de 1971, 1972, 1974 e 1975, alcançado o vice-campeonato na edição de 1973, o terceiro posto em 1970, participando das competições europeias, obtendo a prata na Liga dos Campeões da Europa de 1973 e o bronze na Copa CEV de 1974, além do vice-campeonato mundial de 1975 (não chancelado pela FIVB). Entre os principais jogadores das conquistas citadas estão: Stanisław Gościniak, Marek Karbarz, John Such, Aloysius Verruma, Bronislaw Bebel e Wieslaw Radomski, boa parte desses atletas representaram a seleção nacional nas principais competições internacionais. Na temporada 2004–05, retornou à elite do voleibol nacional, gradualmente voltou após 20 anos ao pódio na jornada esportiva 2008-09 conquistando o vice-campeonato nacional, depois o vice-campenato na Copa CEV de 2011–12 após duas derrotas por 3–2 para o russo Dynamo Moscow.

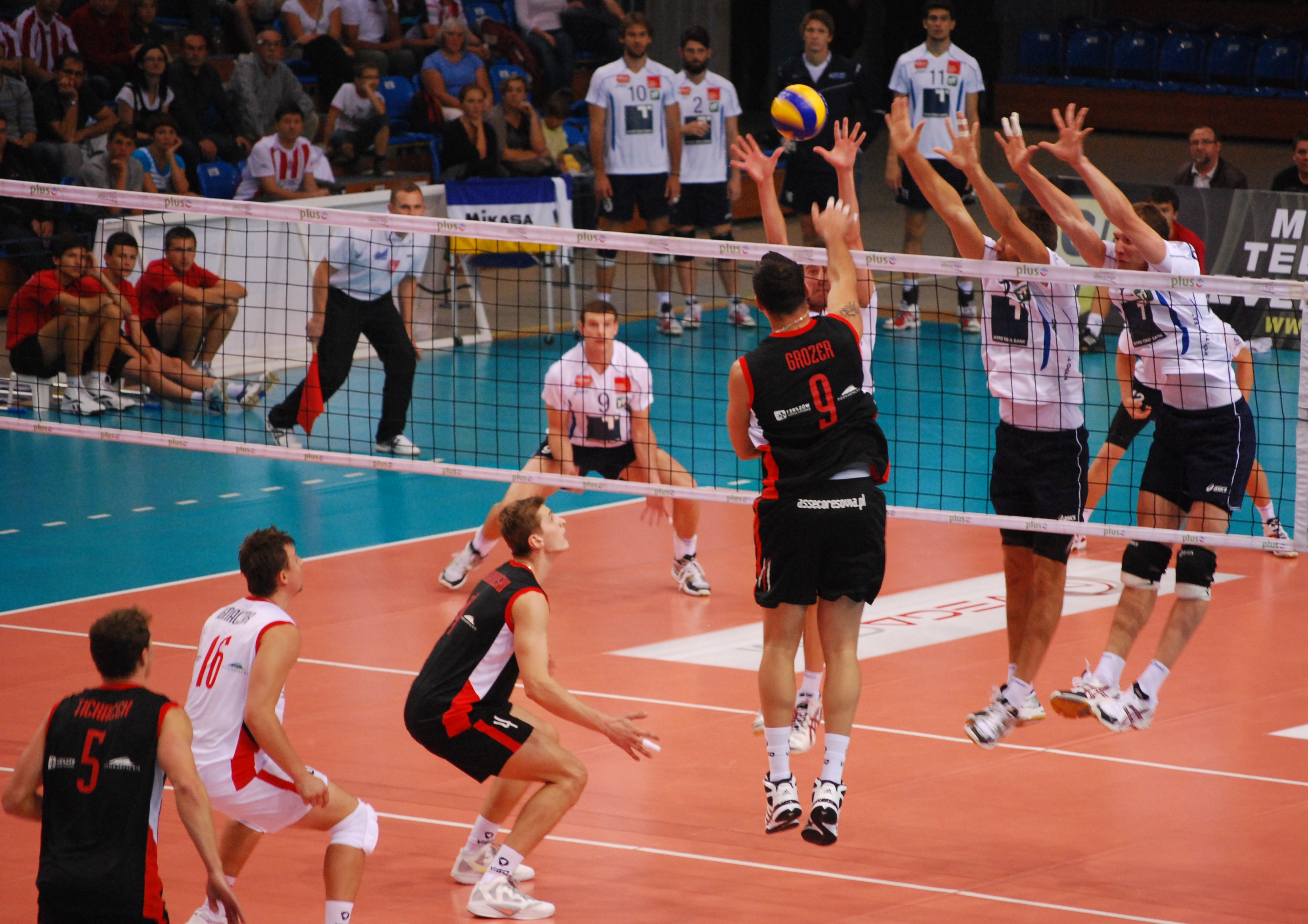
Ataque do oposto alemão György Grozer em partida no dia 23 de setembro de 2011.

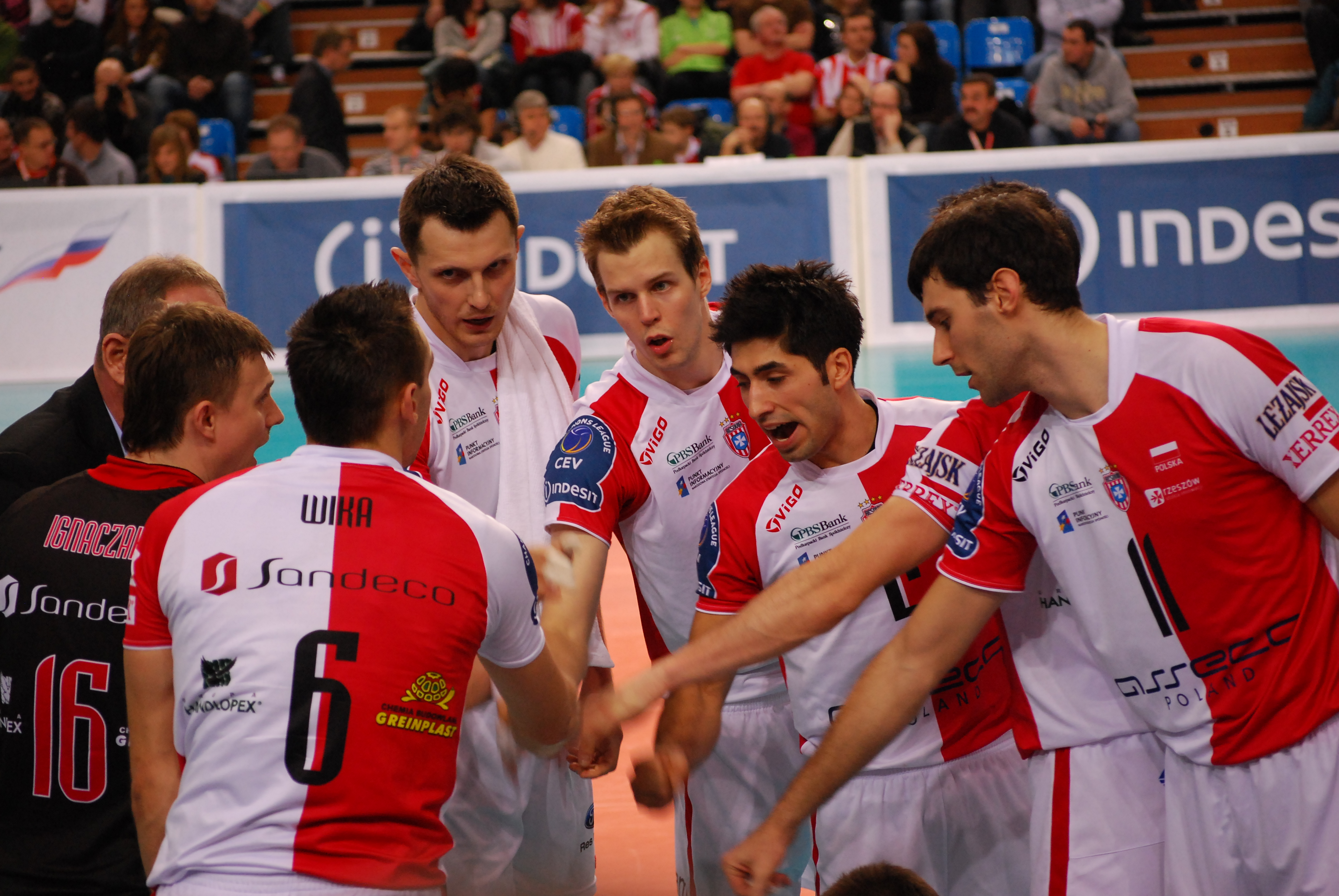
Asseco Resovia em partida contra o Paris Volley na Liga dos Campeões de 2009–10.

Na temporada 2012–13 o clube conquistou seu sexto título do campeonato polonês em cima do ZAKSA Kędzierzyn-Koźle fechando a série final em 3–2. Com a conquista do título nacional, assegurou vaga para o disputa da Supercopa Polonesa de 2013  onde se sagrou campeão pela primeira vez após o vice-campeonato da edição de 2012, vencendo a partida por 3 sets a 2 contra o ZAKSA Kędzierzyn-Koźle – então campeão da Copa da Polônia.
Em 2015, o clube expandiu a sua galeria de troféus após vencer o Trefl Gdańsk nas finais da PlusLiga de 2014–15. Competindo as finais contra o clube da cidade de Gdańsk, o Asseco fechou a série em 3–0 e levantou a taça do Campeonato Polonês pela sétima vez em sua história. Entretando, pela Copa da Polônia, encarando novamente o Trefl Gdańsk na final única, o clube branco-vermelho foi vice-campeão após ter sido superado pelo placar de 3 sets a 1. Pela Liga dos Campões da Europa, o clube chegou a segunda final de sua história. Após vencer o compatriota PGE Skra Bełchatów nas semifinais por 3–0, o clube polonês foi derrotado na final pelo russo Zenit Kazan e ficou com a medalha de prata.
Na temporada 2014–15 Asseco Resovia voltou a subir ao pódio, mas sem conquistar nenhum título. Pelo campeonato polonês o clube foi vice-campeão perdendo as finais com um triplo 3–0 para o ZAKSA Kędzierzyn-Koźle. Na Supercopa Polonesa, foi derrotado pelo Trefl Gdańsk por 3 sets a 2; enquanto na Liga dos Campeões da Europa, o clube polonês foi derrotado pelo italiano Cucine Lube Civitanova na disputa pelo terceiro lugar pelo placar de 3–2.
Depois de alcançar o quarto lugar na temporada anterior da PlusLiga, o Resovia participou da Copa CEV de 2017–18 chegando às semifinais e acabou perdendo para o time russo Belogorie Belgorod, por um duplo 0–3. No campeonato nacional, o Resovia alcançou o sexto lugar, perdendo em três partidas (1–2) da primeira rodada dos playoffs para o Indykpol AZS Olsztyn.
No início da temporada 2018–19 da PlusLiga, o Resovia perdeu 4 partidas consecutivas, o que resultou na demissão de Andrzej Kowal e do presidente do clube – Bartosz Górski. O clube decidiu empregar um especialista romeno Gheorghe Crețu e um ex-jogador do Resovia – Krzysztof Ignaczak como o novo presidente do clube. No entanto, a equipe não conseguiu se classificar para a fase de playoffs e acabou terminando a temporada em sétimo lugar. Na mesma temporada, o Resovia participou do Campeonato Mundial de Clubes de 2018, realizado na Polônia, surpreendentemente derrotando o brasileiro Sada Cruzeiro na fase de grupos e se classificando para as semifinais. Nas semifinais, a equipe de Rzeszów foi derrotada pela equipe italiana do Cucine Lube Civitanova em quatro sets (1–3) e terminou o torneio em quarto lugar perdendo também a partida pelo terceiro lugar para a equipe russa Fakel Novy Urengoy pelo mesmo placar de 1–3.
Em 2024, o Asseco Resovia conquistou seu primeiro título europeu. Após uma vitória por 3–0 na primeira partida das finais contra o alemão SVG Lüneburg, jogando como visitante, a equipe polonesa repetiu o placar jogando em casa diante de um público de 4300 espectadores e levantou a taça da Copa CEV de 2023–24.

## Títulos

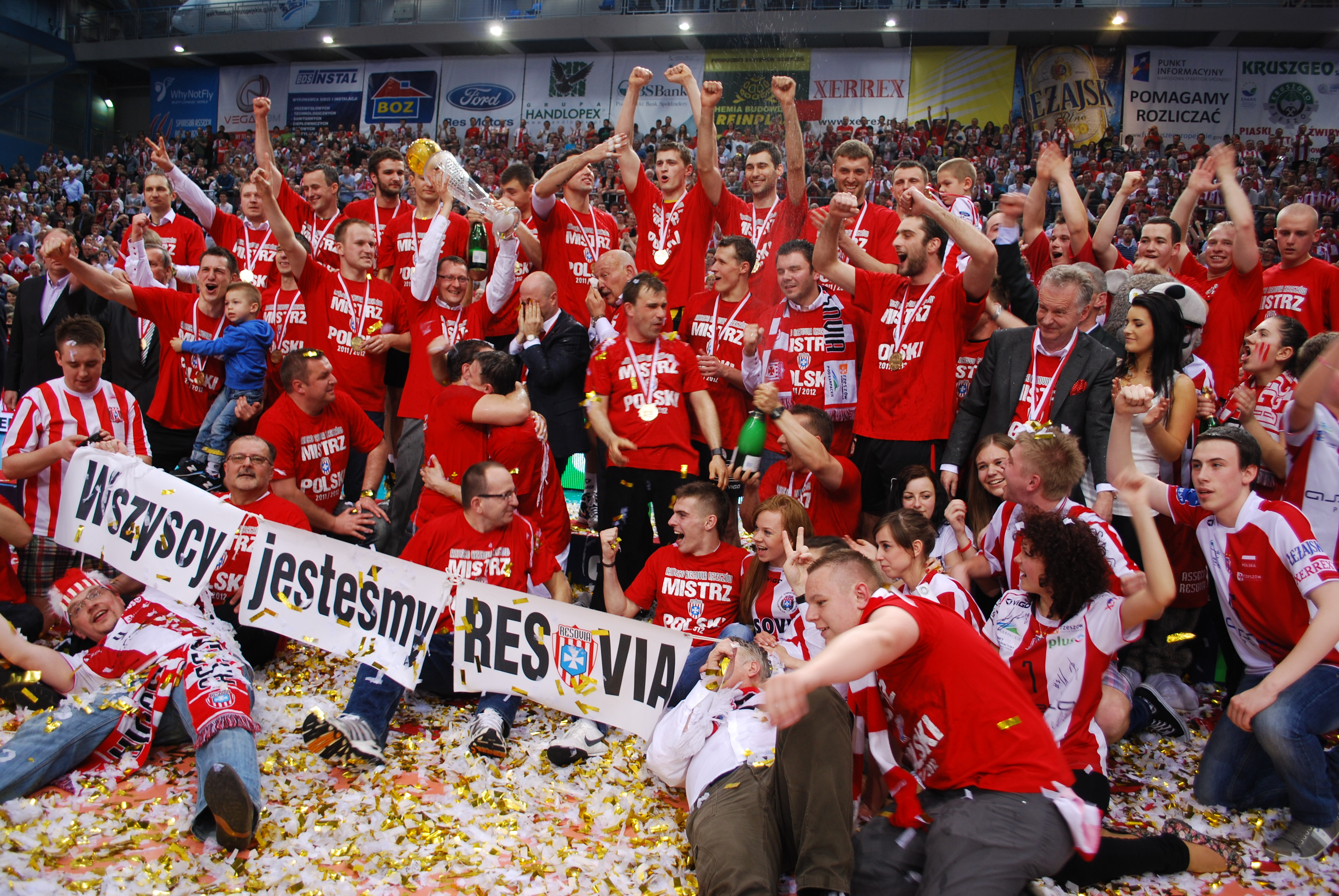
Asseco Resovia comemorando o título da PlusLiga de 2011–12.

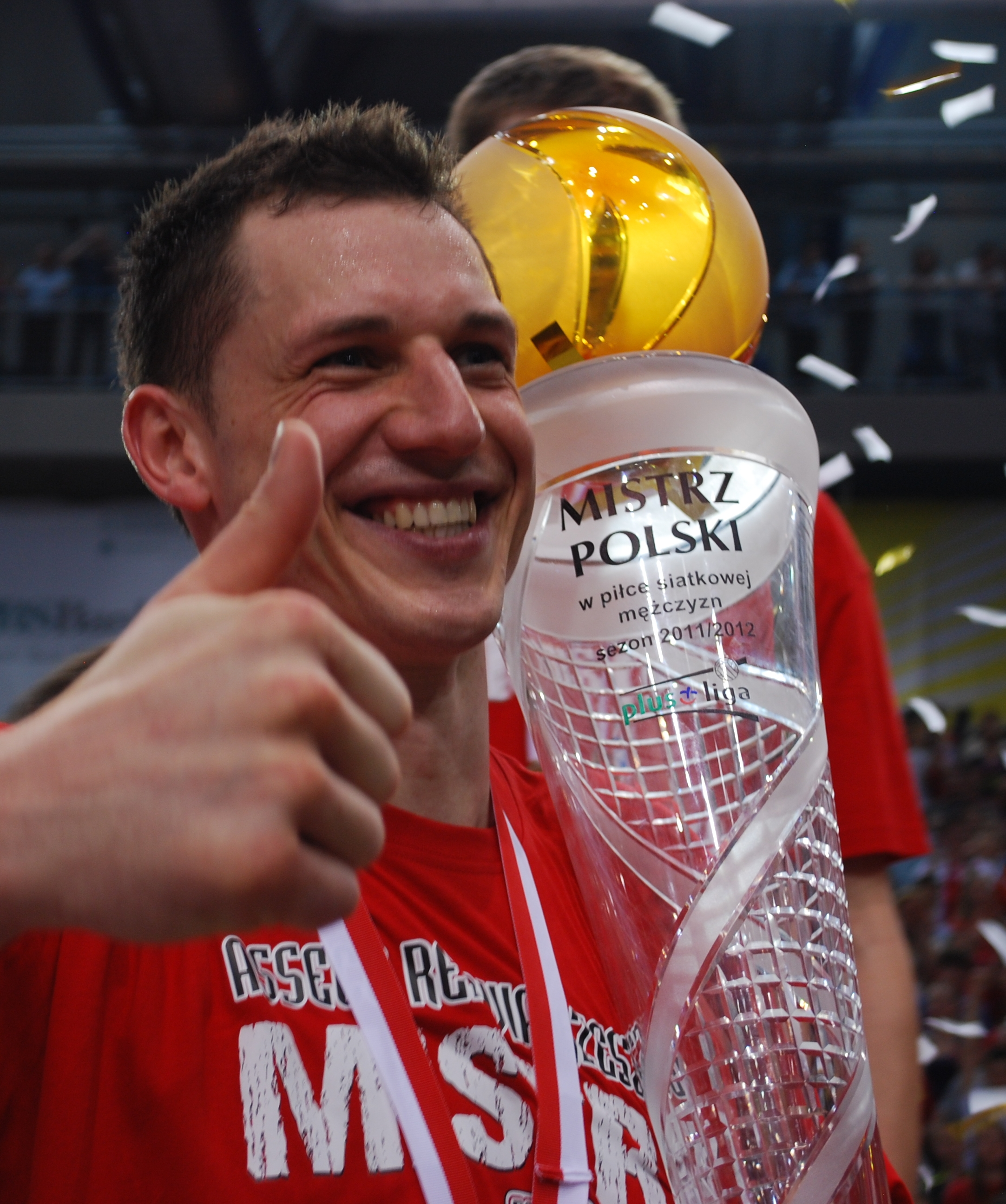
Aleh Akhrem, ex-capitão do Asseco Resovia, com a taça do título da PlusLiga de 2011–12.

### Internacionais
Liga dos Campeões
- Vice-campeão: 1972–73, 2014–15

 Copa CEV
- Campeão: 2023–24
- Vice-campeão: 2011–12
- Terceiro lugar: 1973–74

### Nacionais
Campeonato Polonês
- Campeão: 1970–71, 1971–72, 1973–74, 1974–75, 2011–12, 2012–13, 2014–15
- Vice-campeão: 1972–73, 2008–09, 2013–14, 2015–16
- Terceiro lugar: 1969–70, 1976–77, 1986–87, 1987–88, 2009–10, 2010–11, 2022–23

 Copa da Polônia
- Campeão: 1974–75, 1982–83, 1986–87
- Vice-campeão: 1973–74, 1985–86, 2009–10, 2012–13, 2014–15

 Supercopa Polonesa
- Campeão: 2013
- Vice-campeão: 2012, 2015

## Elenco atual
Elenco da temporada 2023–24.
| Camisa                   | Nome                | Altura (m) | Posição    |
| ------------------------ | ------------------- | ---------- | ---------- |
| 5                        | Bartłomiej Krulicki | 2,05       | Central    |
| 6                        | Karol Kłos          | 2,01       | Central    |
| 7                        | Jakub Kochanowski   | 1,99       | Central    |
| 8                        | Adrian Staszewski   | 1,96       | Ponteiro   |
| 9                        | Stéphen Boyer       | 1,96       | Oposto     |
| 10                       | Łukasz Kozub        | 1,86       | Levantador |
| 11                       | Fabian Drzyzga      | 1,96       | Levantador |
| 13                       | Michał Potera       | 1,83       | Líbero     |
| 14                       | Yacine Louati       | 1,98       | Ponteiro   |
| 16                       | Paweł Zatorski      | 1,84       | Líbero     |
| 17                       | Bartłomiej Mordyl   | 2,01       | Central    |
| 18                       | Klemen Čebulj       | 2,02       | Ponteiro   |
| 59                       | Torey DeFalco       | 1,98       | Ponteiro   |
| 94                       | Miłosz Wróbel       | 2,05       | Central    |
| Técnico: Giampaolo Medei |                     |            |            |